# Vodice pri Slivnici
Vodice pri Slivnici so naselje v Občini Šentjur.